# Benue (Bundesstaat)

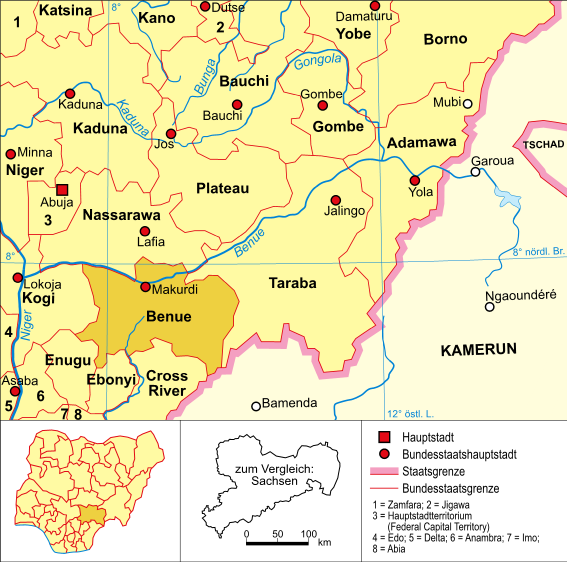
Lage von Benue in Nigeria

Benue ist ein Bundesstaat des westafrikanischen Landes Nigeria mit der Hauptstadt Makurdi, die mit 292.664 Einwohnern (2005) auch die größte Stadt des Bundesstaates ist.

## Geografie
Der Bundesstaat liegt im Südosten des Landes und grenzt im Norden an den Bundesstaat Nassarawa, im Südwesten an die Bundesstaaten Ebonyi und Enugu, im Südosten an den Bundesstaat Cross River und das Nachbarland Kamerun, im Westen an den Bundesstaat Kogi und im Osten an den Bundesstaat Taraba.

## Geschichte
Der Bundesstaat wurde am 3. Februar 1976 aus einem Teil des früheren Bundesstaates Benue-Plateau gebildet. Erster Gouverneur war zwischen März 1976 und Juli 1978 Abdullahi Shelleng. Gegenwärtiger Gouverneur ist seit dem 29. Mai 2015 Samuel Ortom.

### Liste der Gouverneure und Administratoren
- Abdullahi Shelleng (Gouverneur 1976–1978)
- Adebayo Lawal (Gouverneur 1978–1979)
- Aper Aku (Gouverneur 1979–1983)
- John Kpera (Gouverneur 1984–1985)
- David Jang (Gouverneur 1985–1986)
- Yohanna Madaki (Gouverneur 1986)
- Ishaya Bakul (Gouverneur 1986–1987)
- Idris Garba (Gouverneur 1987)
- Fidelis Makka (Gouverneur 1987–1992)
- Moses Adesu (Gouverneur 1992–1993)
- Joshua O. Obademi (Administrator 1993–1996)
- Aminu Isa Kontagora (Administrator 1996–1998)
- Dominic Oneya (Administrator 1998–1999)
- George Akume (Gouverneur 1999–2007)
- Gabriel Suswam (Gouverneur 2007–2015)
- Samuel Ortom (Gouverneur 2015–)

## Verwaltung
Der Staat gliedert sich in 23 Local Government Areas. Diese sind: Agatu, Apa, Apo, Bukuru, Gboko, Guma, Gwer East, Gwer West, Katsina-Ala, Konshisha, Kwande, Logo, Makurdi, Obi, Ogbadibo, Ohimini, Oju, Opkokwu, Oturpko, Tarka, Ukum, Ushongo und Vandeikya.

## Wirtschaft
Hauptwirtschaftszweig in Benue ist die Landwirtschaft. Es werden Yams, Reis, Bohnen, Maniok, Kartoffeln, Mais, Sojabohnen, Sorghum und Hirse angebaut. Der Bundesstaat ist mit einem Anteil von 70 Prozent der größte Produzent von Sojabohnen in Nigeria.
Benue ist auch reich an Bodenschätzen. Dazu gehören: Kalkstein, Gips, Anhydrit, Kaolin, Erdgas, Salz, Erdöl, Zink, Bariumsulfat, Lehm, Kohle, Calcit und Magnetit. Von diesen Rohstoffen werden nur Kalkstein und Kaolin kommerziell genutzt.
Koordinaten: 7° 30′ N, 8° 30′ O